# Upper Caboolture
Upper Caboolture är en del av en befolkad plats i Australien. Den ligger i kommunen Moreton Bay och delstaten Queensland, omkring 42 kilometer norr om delstatshuvudstaden Brisbane. Antalet invånare är 726.
Närmaste större samhälle är Morayfield, nära Upper Caboolture.
Trakten runt Upper Caboolture består till största delen av jordbruksmark. Runt Upper Caboolture är det tätbefolkat, med 343 invånare per kvadratkilometer. Genomsnittlig årsnederbörd är 1 222 millimeter. Den regnigaste månaden är januari, med i genomsnitt 252 mm nederbörd, och den torraste är september, med 30 mm nederbörd.